# Сухоречье (Томская область)
Сухоречье — село в Воронинском сельском поселении Томского района Томской области.

## История
Деревня появилась в XIX веке как переселенческий посёлок для русских крестьян-переселенцев. В XIX веке в различных источниках именовалась как Сухоречка, Сухая Речка, Сухореченское. В некоторых источниках указывался 1871 год как начало формирования поселения. В 1893 году здесь насчитывалось 37 дворов-домохозяйств русского населения, в которых проживало 112 лиц мужского пола и 91 — женского. Также здесь действовал один придорожный трактир, молочнотоварный магазин и мелочная лавка. В 1910 году в Сухоречье была построена деревянная церковь и организована при ней начальная школа. Сухоречье до 1925 года относилось к Семилуженской (Семилужной) волости Томского уезда Томской губернии. Через село до 1950-х гг. проходили гужевые тракты «Томск — Корнилово — Сухоречье — Суетиловка — Подломск», «Томск — Степановка — Сафроново — Аркашево — Сухоречье — Суетиловка — Подломск» и «Малиновка — Семилужки — Сухоречье — Берёзово — Колбиха — Межениновка — (Петухово) / (Басандайка)».
После Революции 1917 года и Гражданской войны в январе 1920 года в Сухоречье был организован сельсовет, в ведение которого вошли окрестные деревни Дунино (с 1936 по 1952 здесь был собственный, Дунинский сельсовет), Берёзово, Колбиха и Борисовка: все они в 1960-е гг. будут «укрупнены» в состав Сухоречья (однако большинство прежних жителей просто уехали жить и работать в Томск) и ныне, с 1970 года не существуют. Сухореченский сельсовет действовал до 1993 года, затем был реорганизован в Сухореченскую сельскую администрацию. В апреле 1996 года собственная администрация селения была упразднена, был понижен и статус с села до деревни. Сухоречье было введено в состав Воронинского сельского поселения Томского района.
В 1925—1930 гг. село относилось к 1-му Томскому району (Северному Томскому горрайону) Томского округа Сибирского края РСФСР. С 1930 года Сухоречье — в составе Томского района. С 1935 по 1963 — в составе Туганскому району, который последовательно относился в 1935—1937 гг. — к Западно-Сибирскому краю РСФСР, в 1937—1944 — к Новосибирской области и с 1944 — к Томской области. В 1963 году Туганский район ликвидирован, а его территория влита в состав Томского района Томской области.
В 1931 году в селе была проведена коллективизация. В 1950-е гг. здесь действовала междеревенская колхозная мельница.

## Общие сведения
Расположена в 30 км к востоку от Томска. Деревня находится в 18 км от Иркутского тракта (автодорога Томск — Мариинск), к ней идёт отдельная тупиковая ветка грунтовой дороги (часть бывшего гужевого тракта Семилужки — Басандайка-МПС). Расстояние до Томска по автодорогам — 55 км. В сторону Томска есть более короткая лесная просёлочная дорога по сильно пересечённой (малопроходимой) и местами заболоченной местности, летом по которой движутся отдельные любители джип-путешествий (4x4). Это дорога к селу Корнилово, длиной ок. 30 км.
До самой деревни Сухоречье нет прямого рейсового сообщения с автовокзала Томска. В распоряжении сельского старосты находится микроавтобус «УАЗ» (11 мест) и три раза в неделю он совершает рейсы в город Томск, решая таким образом проблемы сельчан.
Объекты социальной и экономической сферы: 

Сухореченская неполная общеобразовательная школа, отделение связи, две лесопилорамы и животноводческое фермерское хозяйство.
Территория Сухоречья подпадает под территории, прилегающие к аэропорту «Томск-Богашёво».

## Природные особенности
Около 5 км южнее селения, близ речки Малая Таловка, расположен природный уникальный объект «Сухореченские известковые чаши».
В окрестностях деревни Сухоречье есть масса живописных достопримечательностей, что позволяет развивать экскурсионный, активный, спортивно-оздоровительный туризм: древний вулкан — излияние магмы под поверхностью земли (у бывшей деревни Камень); «Бобровый рай» — сделанные бобрами огромные плотины, искусственные пруды в верховьях истока Малой Ушайки; известковая скала на реке Щербак у бывшего села Камень.
Почвы у деревни увлажнённые и местами заболоченные. Здесь текут множество ручьёв и малых рек.
Реки:
- с северной стороны:
  - в 1,5… 3 км — Берёзовая речка (северная, левый приток р. Малая Ушайка): здесь же урочище Борисовка);
  - в 1,4 км северо-западнее — Малая Ушайка;
- с восточной стороны:
  - в 4,7 на восток — исток р. Урбей, приток р. Багайдак;
- с южной стороны:
  - в 100 метрах от окраины д. Сухоречье протекает речка Сухая (северная), первый (из Сухих речек) правый приток р. Малая Ушайка. Её истоки начинаются в форме слияния 4-х ручьёв, самый большой из которых — исток, идущий с той же поляны, что и истоки речек Ушайка и Урбей.
  - в ок. 3 км на ю-в-в — исток реки Ушайка-Северная (правый приток реки Ушайки);
  - на расстоянии ок. 4,7 км на ю-в-в — исток р. Берёзовая речка (южная, левый приток р. Ушайка-Северная);

## Антропогенное загрязнение
С начала 2010 года Администрация Томской области создала близ истока реки Сухая речка (северная) полигон твёрдых бытовых отходов (ТБО) «Сурово—Сухоречье» (ок. 9 км с-с-з деревни Сухоречье, 8 км по прямой восточнее с. Воронино) — для свалки отходов 4-го и 5-го классов опасности. К лету 2019 года здесь сосредоточено ок. 900 тысяч тонн отходов. Данная свалка привела к повышенному скоплению птиц, которые создали опасность для авиалайнеров магистральных авиалиний, идущих в аэропорт Богашёво.

## Население
| 2002 | 2008 | 2009 | 2010 | 2011 | 2012 | 2013 |
| ---- | ---- | ---- | ---- | ---- | ---- | ---- |
| 349  | ↘312 | ↗329 | ↘231 | ↗232 | ↘227 | ↗228 |
| 2014 | 2015 | 2021 |      |      |      |      |
| ↘215 | ↘209 | ↘128 |      |      |      |      |

## Туризм
От деревни начинаются маршруты:
- выходного дня на Сухореченские известковые чаши;
- категорийный лыжный маршрут 1 категории сложности, эталонный для Нижнего Правобережного Притомья: д. Сухоречье — станция Басандайка — «Таловские чаши» — д. Сухарево — пос. Овражный — река Тугояковка — «Ларинский заказник» — Дызвездный ключ — Коларовский тракт, общей длиной ~100 км.
- Через деревню проходит категорийный пешеходный маршрут I категории сложности, эталонный для Нижнего правобережного Притомья: Асино — Халдеево — Сухоречье — «Сухореченские чаши» — ст. Басандайка, ~100 км.
- в 2019 году сделано обустройство экологической тропы и обустройства турпункта «хутор Сухоречье», а также был разработан конный турмаршрут «Семилужье — Сухоречье». Планируемое количество посещений 5000 человек в год.

В окрестностях деревни есть ряд других природных достопримечательностей, что делает возможным планирование насыщенных долгодневных туристических маршрутов к минеральным источникам, включающих также посещение таких мест, как Пашахинский сосновый борик (левобережье верховьев р. Ушайки); пруд возле посёлка Смена с возможностью купания и посещением бани, Пашахинский «Бобровый рай»; сделанные бобрами огромные плотины, искусственные пруды в верховьях правого истока Большой Ушайки; известковая скала на реке Щербак у бывшего селения Камень. Район расположения Сухореченских чаш исследован недостаточно полно, что предполагает возможное обнаружение новых минеральных источников в данной местности.